# Ludwig Ritte
Ludwig Konrad Ritte (* 28. Januar 1884 in Züschen; † 21. April 1936 ebenda) war ein deutscher Landwirt und Politiker (Landbund).
Ritte war der Sohn des Landwirts Wilhelm Ritte (1858–1891) und dessen Ehefrau Elise, geborene Althoff (1857–1936). Er heiratete am 24. März 1928 in Züschen Marta Schönewald (1906–1970). Ritte lebte als Landwirt in Züschen.
In den Jahren 1925 bis 1929 war er für den Landbund Abgeordneter in der Waldecker Landesvertretung.